# Alypophanes
Alypophanes es un género de lepidópteros perteneciente a la familia Noctuidae. 

## Especies
- Alypophanes flavirosea Hampson, 1911
- Alypophanes iridocosma Turner, 1908
- Alypophanes phoenicoxantha Hampson, 1911